# Еліс Бішесарі
Еліс Стефан Бішесарі (швед. Elis Ștefan Bishesari, нар. 19 травня 2005, Стокгольм, Швеція) — шведський футболіст іранського походження, воротар клубу «Гетеборг».

## Ігрова кар'єра

### Клубна
Еліс Бішесарі народмвся у Стокгольмі і є вихованцем футбольних школ столичних клубів АІК та «Броммапойкарна».
У 2023 році футболіст приєднався до клубу «Гетеборг», де перший сезон виступав за молодіжну команду. Починаючи з сезону 2024 року Бішесарі почав свою професійну кар'єру в основному складі команди. Першу гру в чемпіонаті Швеції воротар провів 1 квітня 2024 року проти столичного «Юргордена». А вже наступного дня Бішесарі підписав з клубом професійний контракт на чотири роки.

### Збірна
У 2022 році Еліс Бішесарі був внесений в зяавку збірної Швеції (U-17) для участі у юнацькому чемпіонаті Європи в Ізраїлі.